# Macrorchis alone
Macrorchis alone är en tvåvingeart som först beskrevs av Walker 1849.  Macrorchis alone ingår i släktet Macrorchis och familjen husflugor. Inga underarter finns listade i Catalogue of Life.